# A320 Airbus (gra komputerowa)
A320 Airbus – komputerowy symulator samolotu pasażerskiego Airbus A320 wydany przez firmę Thalion. Gra swoją premierę miała w 1991 roku na platformę Amiga, a następnie została przekonwertowana na MS-DOS oraz Atari ST. Pomysłodawcą i głównym projektantem gry był Rainer Bopf. Ostatnia znana wersja gry oznaczona jest numerem 1.44.
W 1993 roku firma Thalion wydała dwa dodatki do gry, które były oddzielnymi pozycjami. Opierały się na najnowszej wówczas dostępnej wersji silnika, w której wprowadzono wiele poprawek. A320 Airbus - Europe Edition oraz A320 Airbus - USA Edition skupiały się na osobnym obszarach powietrznych, w których gracz przeprowadzał loty. USA Edition pozwala dodatkowo dokonać wyboru pomiędzy wybrzeżem południowo-zachodnich a północno-wschodnim USA.
W roku 1995 firma Games 4 Europe wydała oficjalną kontynuację gry pod tytułem A320 Airbus Vol.2. Gra została w całości stworzona przez Rainera Bopfa bez pomocy osób trzecich.